# Intern geheugen

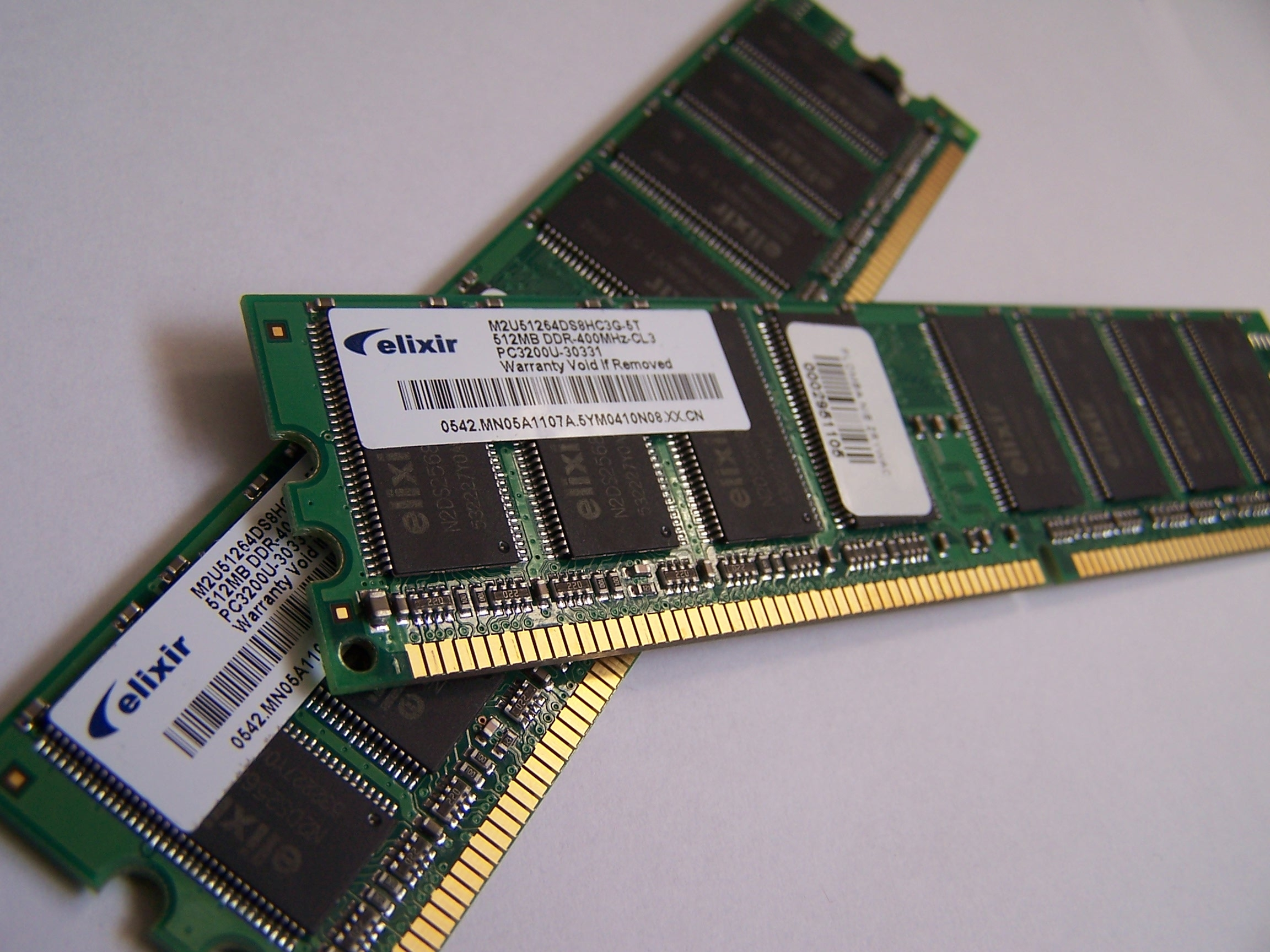
Twee geheugens voor gebruik in een computer

Het interne geheugen is een aanduiding voor computergeheugen dat zich op het moederbord bevindt. In de geheugenhiërarchie wordt het als de eerste laag van geheugen, het primaire geheugen, aangeduid.
Traditioneel wordt er voor het interne geheugen een onderscheid gemaakt tussen cachegeheugen, dat zich (fysisch) zeer dicht bij de CPU bevindt en het RAM-geheugen (het hoofdgeheugen). De laatste vorm van intern geheugen bevindt zich iets verder van de processor maar wordt via een slot nog direct op het moederbord aangebracht.
Het interne geheugen is zeer snel en veroorzaakt dus maar (relatief) weinig vertraging bij het ophalen en opslaan van data. Bij de meeste processors worden de transfers tussen het interne en externe geheugen volledig gestuurd door de programmatuur.